# Vaněk-Trilogie
Die Vaněk-Trilogie besteht aus drei Einaktern Audienz, Vernissage und Protest von Václav Havel, die zwischen 1975 und 1979 entstanden.  Sie thematisiert den Zwiespalt und die Verhaltensmuster der Menschen im Totalitarismus anhand  der unterschiedlichen Reaktionen von Personen, auf die der Dissident Ferdinand Vaněk trifft.

## Entstehungs- und Rezeptionsgeschichte
Havel schrieb die Stücke in der Zeit nach der Niederwerfung des Prager Frühlings, als das kommunistische System seine totalitären Methoden wieder etabliert hatte. Die Vaněk-Trilogie enthält auch autobiografische Züge. Die Hauptfigur Ferdinand Vaněk ist wie Václav Havel ein geschmähter Bühnenautor, der sich als Dissident engagiert und vom System verfolgt und verhaftet wurde.
Gabriel Laub übersetzte die Vaněk-Trilogie ins Deutsche.
Die Theaterstücke Audienz und Vernissage wurden am 9. Oktober 1976 im Akademietheater des Wiener Burgtheaters uraufgeführt.
1989 erschien sie im Rowohlt Verlag.
Die Figur Ferdinand Vaněk wird auch in Werken von  Pavel Kohout und Jiří Dienstbier genutzt. 

## Handlung
In den drei Stücken trifft Vaněk unterschiedliche Personen, wobei jeweils eine andere Form der Anpassung an die Unterdrückung dargestellt wird: Bespitzelung, Flucht ins Private und Duckmäuserei.

### Audienz
Vaněk verdient seinen Lebensunterhalt in einer Brauerei im Bierkeller als Hilfsarbeiter, der Bierfässer rollt. Sein Vorgesetzter, ein Braumeister, bittet ihn zur Audienz und verrät ihm nach einer langatmigen Einleitung mit reichlich Bierkonsum, dass er über ihn Berichte abliefern muss. Der Braumeister zeigt Verständnis für Vaněks Lage und bietet ihm die Möglichkeit, ins angenehmere Lager zu wechseln.  Als Gegenleistung soll Vaněk die Berichte über sich selbst verfassen.

### Vernissage
Ein Paar lädt ihren besten Freund Vaněk in ihre Wohnung. In der „Vernissage“ für Vaněk soll er die neu gestaltete Wohnung bewundern. Weiter preisen sie Elternschaft und das erfüllte Sexualleben an. Der Gastgeber will Vaněk seine neusten Schallplatten vorspielen, die er in der Schweiz erworben hatte, was Vanek wiederholt mit „vielleicht später“ beantwortet. Das Paar schlägt dem Dissidenten vor ihrem Weg zu folgen und sich von kritischen Personen fernzuhalten. Sie bieten ihm und seiner Frau, die nicht der Einladung folgte, Hilfe bei Einrichtung ihrer Wohnung und anderen Problemen an. Als dies Vaněk immer wieder ablehnt und dann vorzeitig gehen will, verliert die Gastgeberin die Fassung und Probleme hinter der schönen Fassade werden sichtbar.

### Protest
Vaněk wurde von seinem Künstlerkollegen Stanek eingeladen. Stanek braucht den erfahrenen politischen Aktivisten, um ein Protestschreiben aufzusetzen und zu lancieren, weil seine Tochter schwanger ist und der werdende Vater verhaftet wurde. Vaněk hat aber den Protest schon niedergeschrieben und zur Unterschrift dabei. Da wendet sich das Verhalten von Stanek. In einem langen wortgewaltigen Monolog begründet er, warum es besser für den Erfolg des Protests ist, nicht zu unterschreiben, um seine Angst vor den Folgen zu verschleiern.

## Verfilmungen
- 1991: Vaněk-Trilogie (Studioaufzeichnung)